# زنبق کارتلی
زنبق کارتلی (نام علمی: Iris spuria subsp. carthaliniae) نام یک زیرگونه از گونه زنبق نمکزار است.